# Čučak
Čučak – wieś w Chorwacji, w żupanii primorsko-gorskiej, w gminie Brod Moravice. W 2011 roku liczyła 10 mieszkańców.